# Ray Milland
Ray Milland   (Neath, 3 de gener de 1907 - Torrance, 10 de març de 1986) nascut com Alfred Reginald Jones, va ser un actor i cineasta gal·lès, amb ciutadania britànica i nord-americana. La seva carrera a la gran pantalla va discórrer entre els anys 1929 a 1985, un període en què va guanyar un Óscar, pel seu paper d'escriptor alcohòlic a Dies perduts (1945) dirigida per Billy Wilder. També és recordat per les seves interpretacions a Reap the Wild Wind (1942) com un protagonista sofisticat davant del personatge corrupte de John Wayne, el marit que trama l'assassinat de la seva dona a Dial M for Murder d'Alfred Hitchcock (1954) i Oliver Barrett III a Love Story (1970).
Abans de convertir-se en actor, Milland va treballar a la Household Cavalry de l'Exèrcit Britànic, convertint-se en un hàbil tirador, genet i pilot d'avió. Va deixar l'exèrcit per seguir una carrera en l'actuació i va aparèixer com a extra en diverses produccions britàniques abans d'obtenir el seu primer paper important a The Flying Scotsman (1929). Això ho va portar a un contracte de nou mesos amb la MGM, i es va mudar als Estats Units, on va aparèixer com a actor de repartiment. Després de ser alliberat per la MGM, va ser contractat per la Paramount, que va usar a Milland en una varietat de parts de parla menor, normalment com un personatge en anglès. Va ser cedit en préstec a la Universal per a la pel·lícula Three Smart Girls (1936), i el seu èxit li va proporcionar a Milland un paper protagonista a The Jungle Princess (també el 1936) al costat de la nova estrella Dorothy Lamour. La pel·lícula va ser un gran èxit comercial i el va catapultar a la fama. Milland va continuar treballant a la Paramount durant gairebé 20 anys.
A més de pel seu paper guanyador de l'Oscar a Dies sense empremta, Milland també és recordat per les pel·lícules El superior i la menor (1942), The Big Clock (1948) i The Thief (1952), que li va valer el seu segon Globus d'Or. Després de deixar Paramount, va començar una carrera a la televisió. Milland, que va ser en algun moment l'actor més ben pagat de Paramount Pictures, va coprotagonitzar juntament amb moltes de les actrius més populars de l'època, incloses Gene Tierney, Grace Kelly, Lana Turner, Marlene Dietrich, Ginger Rogers, Jane Wyman, Loretta Young i Veronica Lake.

## Biografia

### Primers anys
Milland va néixer Alfred Reginald Jones  el 3 de gener de 1907 a Neath, Gal·les, fill d'Elizabeth Annie (de soltera Truscott) i del superintendent de la fàbrica d'acer Alfred Jones. Va estudiar de manera independent abans d'assistir a l'escola privada King's College de Cardiff. També va treballar a la granja de cria de cavalls del seu oncle abans de marxar de casa als 21 anys Dels seus pares, va escriure a la seva autobiografia de 1974:
| « | El meu pare no era ni un home cruel ni dur. Només molt tranquil. Crec que era un romàntic incurable i, en conseqüència, tenia una mica de por a les seves emocions i potser se n'avergonyia... havia estat un jove hússar a la Guerra dels Bòers i havia estat present a l'alleugeriment de Mafeking.No va mantenir mai llargues converses amb ningú, excepte potser amb mi, possiblement perquè jo era l'únic altre home a la nostra família. La llar consistia en la meva mare, una dona força volàtil i coqueta molt preocupada per la propietat i pel que pensaven els veïns. | » |

Abans de convertir-se en actor, Milland va servir a la Household Cavalry. Expert en tir, es va convertir en membre de l'equip de rifles de la seva companyia, guanyant moltes competicions prestigioses, inclòs el Bisley Match a Anglaterra. Mentre estava a Londres, Milland va conèixer la ballarina Margot St. Leger, i a través d'ella va conèixer l'actriu nord-americana Estelle Brody. Brody va qüestionar el compromís de Milland amb una carrera militar, cosa que el va portar a comprar-se fora de les forces el 1928 amb l'esperança de convertir-se en actor. (Segons un relat, va poder mantenir-se amb una herència de 17.000 dòlars de la seva tia. Un altre va dir que es va veure obligat a abandonar els estudis quan el seu pare es va negar a continuar subvencionant-lo.)

## Carrera

### Primeres aparicions
La seva primera aparició al cinema va ser com un extra no acreditat a la pel·lícula d'EA Dupont Piccadilly (1929). Després d'un treball extra improductiu, que mai va arribar a la pantalla, va signar amb un agent de talent anomenat Frank Zeitlin per recomanació del seu també actor Jack Raine.
Les seves habilitats com a tirador li van permetre treballar com a extra a l'estudi British International Pictures en la producció d'Arthur Robison de The Informer (1929), la primera versió de pantalla de la novel·la de Liam O'Flaherty. Mentre treballava a The Informer, se li va demanar que fes una prova per a una producció que es va rodar en un escenari veí. Milland va causar una impressió favorable al director Castleton Knight, i va ser contractat per al seu primer paper com a actor com Jim Edwards a The Flying Scotsman (també el 1929). A la seva autobiografia, Milland recorda que en aquest plató de pel·lícula se li va suggerir que adoptés un nom artístic; va escollir Milland de l'àrea de les "terres dels molís" de la seva ciutat natal gal·lesa de Neath.
El seu treball a The Flying Scotsman li va valer un contracte de sis mesos durant els quals Milland va protagonitzar dues pel·lícules més dirigides per Knight, The Lady from the Sea i The Plaything (totes dues el 1929). Convençut que com a intèrpret no era gran cosa i que havia obtingut els seus papers cinematogràfics només gràcies a la seva aparença, Milland va decidir buscar feina als escenaris per millorar com a actor. En assabentar-se que el propietari del club, Bobby Page, estava finançant una companyia de turisme, Milland se li va acostar amb l?esperança de treballar. Se li va donar el paper de segon protagonista a The Woman in the Room, una producció de Sam Shipman i Max Marcin. Tot i que només va estar cinc setmanes a l'obra, Milland va sentir que havia adquirit una valuosa experiència interpretativa.

### Estrella als anys 30
A partir de meitat dels anys trenta ja és una estrella, i protagonitza pel·lícules importants com Three Smart Girls (d'Henry Koster), Easy Living (de Mitchell Leisen), o la cinta d'aventures Beau Geste (de William A. Wellman), on va compartir protagonisme amb Gary Cooper.

### Amb Billy Wilder
Als anys quaranta la seva fama va continuar creixent i treballa amb grans directors com Cecil B. DeMille a Reap the Wild Wind (on es va haver d'enfrontar amb John Wayne) i Billy Wilder a El superior i la menor. A la primera meitat dels anys quaranta està en l'apogeu del seu estavellat i treballa en bones pel·lícules com Skylark (de Mark Sandrich), The Uninvited (de Lewis Allen) o Kitty (de Mitchell Leisen). Aquest gran moment culmina amb una nova pel·lícula de Billy Wilder, Dies perduts, amb què va guanyar el premi Óscar de l'Acadèmia de Hollywood, i el guardó a la millor actuació masculina al Festival de Cannes. També destaca haver protagonitzat la pel·lícula de Fritz Lang Ministry of Fear del 1944.

### Lent declivi
Va continuar protagonitzant títols importants com The Big Clock (de John Farrow), o el western titulat Califòrnia (també dirigit per John Farrow). Als anys cinquanta es va mantenir en bons títols: d'aquesta època són pel·lícules com Close to My Heart (de William Keighley), Circle of Danger (de Jacques Tourneur), i sobretot destaca la seva gran interpretació a Crim perfecte (d'Alfred Hitchcock), on és el marit que planeja matar la seva dona interpretada per Grace Kelly. En aquesta etapa de la seva vida va mantenir un molt discret romanç fora de bastidors amb Grace.
El 1955 dirigeix la seva primera pel·lícula, que també protagonitza: es tracta d'un western titulat A Man Alone. Per aquesta època comença a treballar a televisió protagonitzant la sèrie Meet Mr. McNutley, amb la qual està dos anys en antena.
En 1956 va dirigir la seva segona pel·lícula, Lisbon, de nou protagonitzant-la, i sense aconseguir l'èxit comercial desitjat, igual que amb The Safecracker, on de nou era director i protagonista el 1958. Al final dels cinquanta la seva interpretació televisiva augmenta, si bé encara protagonitzarà una pel·lícula d'Allan Dwan, The River's Edge, amb Anthony Quinn com a company de repartiment. En començar els anys seixanta és més habitual a la televisió que al cinema, però, comença a col·laborar amb el rei de la sèrie B, Roger Corman, per al qual protagonitzarà dues pel·lícules, L'enterrament prematur basada en el relat homònim de Edgar Allan Poe, i L'home amb raigs X als ulls. D'aquesta mateixa època és Panic in Year Zero!, la seva quarta pel·lícula com a director i actor. La resta dels anys seixanta són més televisius que cinematogràfics, si bé fa pel·lícules a Europa, concretament a França, Alemanya, Itàlia i Espanya.

### Últims treballs
El 1970 va treballar en una de les últimes pel·lícules importants, Love Story, una pel·lícula que va ser tot un èxit en el seu moment basat en el best-seller d'Erich Segal i dirigida per Arthur Hiller. Va servir per convertir en estrelles momentànies a Ryan O'Neal ia Ali Mac Graw, tenint Milland de conformar-se amb interpretar al despòtic pare del protagonista. A la dècada dels setanta se'l pot veure en produccions menors fent papers secundaris.
També és dolent en un parell de capítols de Columbo, i és un dels molts actors destacats que treballen a la minisèrie d'èxit mundial Home ric, home pobre basat en la novel·la d'Irwin Shaw. Va treballar com a actor secundari o com a protagonista convidat en sèries d'èxit com Hotel (1983-1988) o The Love Boat (1977-1986). Milland va continuar treballant fins al 1986, quan el càncer de pulmó que patia li va produir la mort.

## Mort
Milland va morir de càncer de pulmó al Torrance Memorial Medical Center de Torrance, Califòrnia, el 10 de març de 1986. Tenia 79 anys. D'acord amb les seves instruccions, no es va celebrar cap funeral. El seu cos va ser incinerat i les seves cendres van ser escampades a l'oceà Pacífic davant de la costa de Redondo Beach, Califòrnia.

## Aparicions a la ràdio
| Any  | Programa               | Episodi/Tema a tractar                |
| ---- | ---------------------- | ------------------------------------- |
| 1946 | This Is Hollywood      | The Seventh Veil                      |
| 1946 | The Jack Benny Program | The Lost Weekend (10 de març de 1946) |
| 1946 | The Screen Guild       | The Lost Weekend                      |
| 1953 | Lux Radio Theatre      | Close to My Heart                     |

## A la cultura popular
Al desembre de 1986, diversos músics de rock argentí van formar la Ray Milland Band. Aquesta agrupació estava formada per Pipo Cipolatti, Daniel Melingo, Miguel Zavaleta, Andrés Calamaro i Camilo Iezzi, en veus, i Charly García, Gustavo Donés, Pedro Aznar i Pablo Guadalupe com la banda d'acompanyament. La banda li va dedicar a l'actor dues cançons, «Aquí està la Ray Milland Band» i « Himne òptic ». Es van presentar al programa Badia i Cia de Juan Alberto Badía. L'adolescent jueva Ana Frank tenia una fotografia de l'actor a la paret del dormitori a l'annex secret, que s'ha restaurat allà on Ana la va deixar penjada.

## Premis i distincions
Premis Óscar
| Any  | Categoria    | Pel·lícula   | Resultat  |
| ---- | ------------ | ------------ | --------- |
| 1946 | Millor actor | Dies perduts | Guanyador |

Festival Internacional de Cinema de Cannes
| Any  | Categoria    | Pel·lícula   | Resultat  |
| ---- | ------------ | ------------ | --------- |
| 1946 | Millor actor | Dies perduts | Guanyador |